# Polycyrtus superbus
Polycyrtus superbus là một loài tò vò trong họ Ichneumonidae.